# А ти какво?
„А ти какво“ (на полски: A ty co?) е полски документален филм от 2002 година на режисьора Мирослав Дембински.

## Сюжет
Внимание:  Текстът по-долу разкрива сюжета на произведението (или части от него)!
Филмът се основава на думите от музиката на Куба Шенкевич и Електричне Гитари. Филмът показва Полша в края на ХХ век.

## Награди
- 1998 г., Награда специална, в категория Човек в опасност